# بيت ديفيدسون
بيت ديفيدسون (بالإنجليزية: Pete Davidson)‏ (بالإنجليزية: Pete Davidson) مواليد (16 نوفمبر، 1993)، ممثل وكوميدي أمريكي. أشتهر بدوره في برنامج المنوعات الكوميدي ساترداي نايت لايف. ظهر في برامج قناة «MTV» «غاي كود»، «وايلدن آوت» و«فايلاسفي». أدى ستاند أب كوميدي في برنامج جيمي كيميل لايف!. وله دور في مسلسل بروكلين ناين-ناين على قناة «Fox».

## نشأته
ولد ديفيدسون في 16 نوفمبر، 1993 في جزيرة ستاتن، نيويورك، والدتهُ أيمي ممرضة مدرسة، ووالدهُ سكوت ديفيدسون رجل إطفاء في مدينة نيويورك، توفي أثناء الخدمة خلال أعمال 11 سبتمبر الإرهابية. ديفيدسون من إصول يهودية، صقلية، إيرلندية، إسكتلندية، ألمانية وإنجليزية.

## سيرته المهنية
- بروكلين ناين-ناين (2013)
- ساترداي نايت لايف (2014-الآن)
- كارثة (2015)

## وصلات خارجية
- Pete Davidson على موقع IMDb (الإنجليزية)
- Pete Davidson على موقع روتن توميتوز (الإنجليزية)
- Pete Davidson على موقع ألو سيني (الفرنسية)
- Pete Davidson على موقع ميوزك برينز (الإنجليزية)
- Pete Davidson على موقع قاعدة بيانات الفيلم (الإنجليزية)